# Долина нарциссов
«Доли́на нарци́ссов» (укр. «Долина нарцисів») — заповедный массив Карпатского биосферного заповедника, расположенный на территории Закарпатской области в урочище Киреши (Украина). С 1992 г. в составе Карпатского биосферного заповедника входит в международную сеть биосферных заповедников ЮНЕСКО.

## Расположение
Заповедник размещён на высоте 180—200 м над уровнем моря в западной части Хустско-Солотвинской долины на старинной террасе реки Тисы. Заповедные земли площадью 257 га занимают равнинный участок в пойме реки Хустец. Рядом с реками на территории массива находятся и каналы мелиоративной системы.
Координаты: N 48°10.794' E 23°20.468'
или N 48°10.542' E 23°21.632'

## История заповедника
Появление закарпатской реликтовой Долины нарциссов связано с ледниковым периодом на Земле, когда с гор сполз огромный пласт земли вместе с уникальными растениями. После схода льда с гор стекало много воды, что оказывало содействие акклиматизации, цветению и распространению нарцисса узколистого. Со временем в низменности от современного Мукачева до Хуста, где росли нарциссы, появились дубовые леса. После того как на этих землях стали осуществлять хозяйственную деятельность, площадь долины нарциссов уменьшалась.
Во времена Австро-Венгрии урочище Киреши принадлежало лесничеству и тщательно оберегалось. Здесь было много лекарственных растений, которыми местные медики лечили больных. Когда территория отошла к Чехословакии, часть этих земель продали жителям Хуста. Выпасать скот на заповедных землях им разрешалось до праздника Святого Юрия, а вести хозяйство снова можно было только с 14 октября. В советские времена долину предполагалось перепахать, чтобы выращивать сельскохозяйственные культуры. После того как было уничтожено 50 га нарциссов, пахоту прекратили и передали территорию с нарциссами заповедному массиву Карпатского биосферного заповедника.

## Научное значение

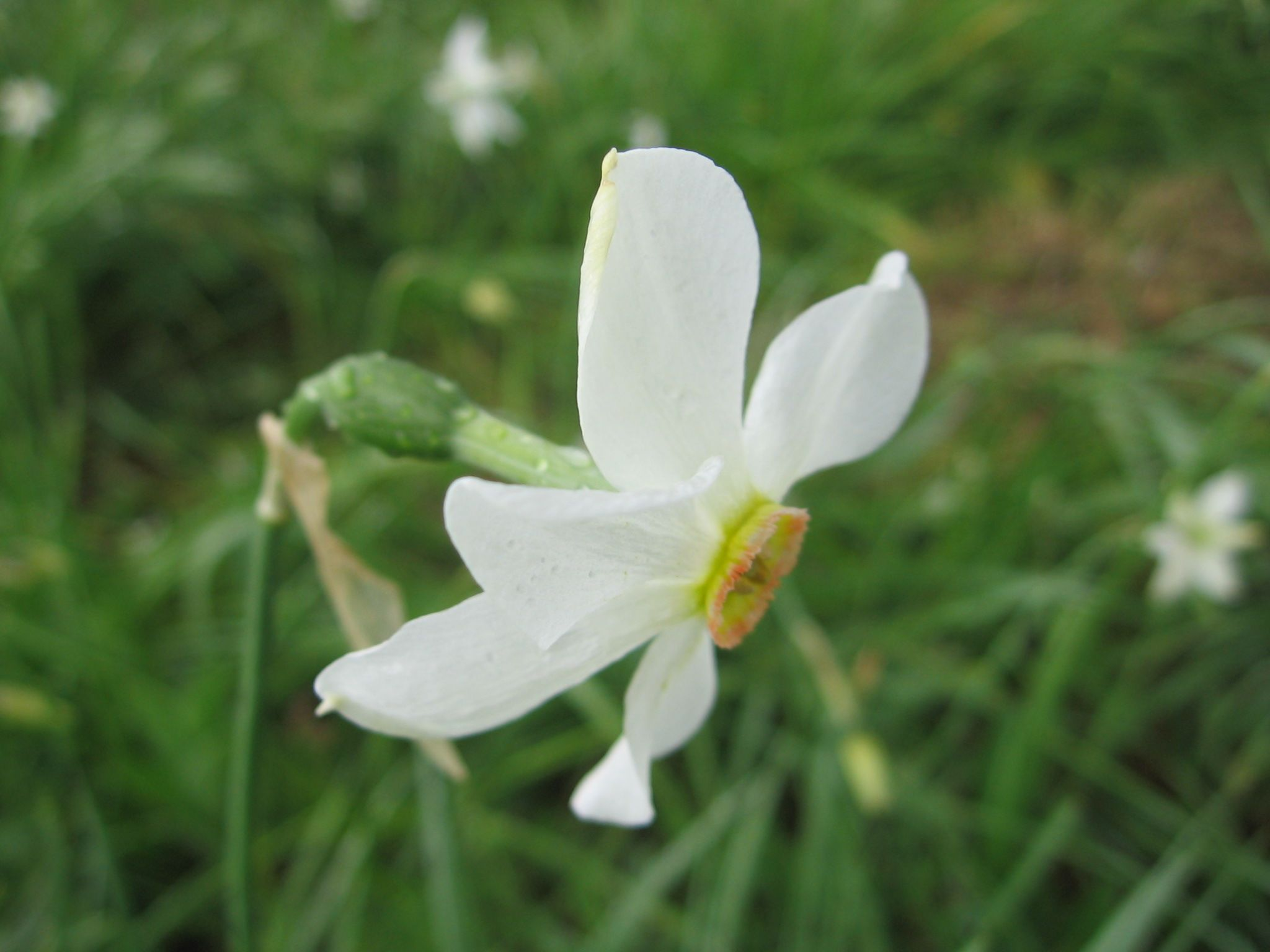
Нарцисс узколистый из Долины нарциссов

«Долина нарциссов» — уникальный ботанический объект, в котором охраняется наибольший в Средней Европе участок произрастания нарцисса узколистого (Narcissus angustifolius), по современной классификации рассматриваемого в составе вида Narcissus poeticus. Этот среднеевропейский высокогорный вид распространён в Альпах, на Балканах и в Карпатах на высотах 1100—2060 м. Популяция в этом равнинном локалитете сохранилась с послеледникового периода и имеет реликтовый характер. В 1980 г. нарцисс узколистый занесён в Красную книгу Украины.

## Туристическая привлекательность
Наряду с огромным научным значением «Долина нарциссов» представляет и значительную эстетическую ценность. В период массового цветения долина покрывается сплошным белым ковром цветущих нарциссов, полюбоваться которым приезжает множество туристов.

## Рельеф
В 2007 году на территории заповедного массива находилось 164 га настоящих лугов, 54 га болотных лугов, 32 га болот. Остальные площади занимают административные здания, русло г. Хустец, канавы, дороги и т. п.. Рельеф левобережной части территории преимущественно равнинный с отдельными грядово-холмистыми повышениями и снижениями разнообразных форм, правобережной — грядово-холмистый с равнинными участками в прирусловой части.

## Климат
Климат тёплый, влажный. По данным метеостанции г. Солотвина (272 г.н.р.г.) среднегодовая температура воздуха составляет +8,5 градусов, января — +4,0, июля — +19,5 градусов Цельсия. Годовая сумма осадков около 850 мм. Преобладают здесь дерново-глеевые тяжёло- и середнесуглинистые почвы, которые сформировались на древних аллювиальных отложениях.

## Флора
В «Долине нарциссов» произрастает свыше 400 видов растений, среди которых такие редкие, как Тысячелистник иволистный, Пальчатокоренник Фукса, Пальчатокоренник майский, Кандык европейский, Горечавка лёгочная, Кокушник ароматнейший, Ирис сибирский, Anacamptis coriophora, Ятрышник рыхлоцветковый, Лапчатка белая и другие.
В целом в Долине нарциссов представлены 498 видов разных растений, в частности 15 видов цветов, которые занесены в Красную книгу, 16 видов орхидей. В период своего массового цветения (вторая — начало третьей декады мая) Narcissus angustifolius Curt. содоминирует, а на трети его площадей доминирует в травостое.

## Фауна
По своему фаунистическому составу «Долина нарциссов» резко отличается от других заповедных участков. Здесь представлены животные пойменных лугов Закарпатской равнины. Среди птиц преобладают луговые чеканы (Saxicola rubetra), обыкновенные овсянки (Emberiza citrinella) и серые славки (Silvia communis). В более увлажненных местах обычны коростели (Crex crex) и камышовки-барсучки (Acrocephalus schoenobaenus). В кустарниках вдоль реки Хустца встречается фазан (Phasianus colchicus). Очень редко здесь можно встретить и ремеза (Remiz pendulinus).
Всего встречается 104 вида птиц, среди насекомых — 24 вида мотыльков.
Характерными земноводными «Долины нарциссов» являются прудовая лягушка (Rana lessonae), серая жаба (Bufo bufo), обыкновенный (Triturus vulgaris) и гребенчатый (T.cristatus) тритоны. Среди пресмыкающихся встречаются обыкновенный уж (Natrix natrix) и прыткая ящерица (Lacerta agilis). Фауна млекопитающих представлена обыкновенной полевкой (Microtus arvalis), полевой мышью (Apodemus agrarius), мышью-малюткой (Micromys minutus), ондатрой (Ondatra zibethica), зайцем-русаком (Lepus europaeus) и другими видами, не присущими для горных массивов заповедника. Богатая ихтиофауна реки Хустца исчисляет около 20 видов рыб.

## Экологическое состояние заповедника
Учёные отмечают значительные изменения растительного покрова в течение последних 25 лет, в частности, уменьшение площадей настоящих лугов.
Если в прошлом остролистный нарцисс покрывал сотни гектаров земли, теперь каждый год площадь заповедника уменьшается. Ради сохранения долины экологи предлагают запретить проезжать сюда автомобилями, снять асфальтное покрытие, насадить деревья и увлажнить землю. В заповеднике изменился гидрологический режим почв, и цветам не хватает влаги.